# Kevin Lisbie
Kevin Lisbie (Hackney, 17 oktober 1978) is een Jamaicaans-Engels voetballer die bij voorkeur als aanvaller speelt. Hij verruilde in 2011 Ipswich Town voor Leyton Orient. Lisbie maakte in 1996 zijn debuut in het betaalde voetbal in het shirt van Charlton Athletic. Hij kwam tussen 2002 en 2004 tien keer uit voor het Jamaicaans voetbalelftal.